# Sublime
Sublime je americká rocková skupina založena v roce 1988 ve složení Bradley Nowell (zpěv, kytara), Bud Gaugh (bicí) a Eric Wilson (basová kytara). Nowell se v roce 1996 předávkoval heroinem a skupina následně zanikla. Některé jejich písničky byly vydány až posmrtně.
Skupina vydala tři studiová alba – 40oz. to Freedom (1992), Robbin' the Hood (1994) a Sublime (1996).
První pokus obnovit skupinu nastal v roce 2009. Zbývající členové však neměli práva na název kapely, a proto vznikla skupina Sublime with Rome. Později se však rozpadla.
V roce 2023 zažila skupina návrat. Nowella nahradil jeho syn Jakob.

## Členové

### Současní členové
- Eric Wilson – basová kytara, varhany, perkuse, konga, syntezátor, doprovodné vokály (1988–1996, 2009, 2023–současnost)
- Bud Gaugh – bicí, syntezátor, sampler, doprovodné vokály (1988–1996, 2009, 2023–současnost)
- Jakob Nowell – zpěv, kytara (2023–současnost)

### Bývalí členové
- Bradley Nowell – zpěv, kytara, perkuse, konga, bicí, programování, basová kytara, syntezátor, sampler (1988–1996; zemřel)

### Členové při turné
- Trey Pangborn – sólová kytara (2023–současnost)
- Doug Boyce – gramofony, samplery (2023–současnost)

### Hostující hudebníci
- Ras MG – bicí, gramofony (1990–1996)
- Michael Happoldt – manažer, kytara, doprovodné vokály (1990–1996)
- Todd Forman – saxofon (1990–1996)
- Kelly Vargas – bicí (1991–1993)
- Christopher Hauser – trubka (1990–1992)

## Diskografie
- 40oz. to Freedom (1992)
- Robbin' the Hood (1994)
- Sublime (1996)